# 어머니 (소설)
《어머니》(러시아어: Мать)는 1907년 출판된 막심 고리키의 장편 소설이다. 억압과 무지에 찌들어있던 러시아 제국 사회의 전형적인 프롤레타리아 계급 여인이 사회주의자인 아들을 통해 각성해나가는 이야기를 그리고 있다. 소설은 1905년 러시아 혁명 당시의 공장 노동자들의 활동을 배경으로 하고 있으며 여러 차례 영화로 제작되었다. 1932년 독일의 극작가 베르톨트 브레히트는 이 소설을 바탕으로 《어머니》를 집필하였다.

## 배경
《어머니》는 러시아 혁명을 배경으로 한 고리키의 유일한 장편 소설이자  그의 대표작이다. 고리키는 1906년 미국 여행중에 이 소설을 집필하였다. 소설은 1905년 러시아 혁명의 정당성을 알리고 프롤레타리아 혁명의 당위를 설파하려는 정치적 목적을 가지고 집필되었다.
소설에 등장하는 어머니와 아들은 실존 인물인 안나 잘로모바와 그의 아들 피오트르 잘로모프의 이야기를 소재로 하였다. 고리키는 자신의 집에 들렀던 안나 잘로모바가 들려 준 이야기를 소설의 소재로 엮었다. 1902년 고리키가 살던 니즈니노브고로드의 소르모프스키 구에서 노동절 시위가 있었다. 이 시위에 가담한 피오르트가 차르의 경찰에게 체포되자 그의 어머니 안나는 아들을 따라 혁명 활동에 가담하였다.

## 줄거리
소설 속에서 고리키는 주인공을 수공업 공장에서 일하며 힘겹게 살아가는 여성 노동자로 그렸다. 주인공 펠라게바 닐로프냐 블라소바의 남편은 술주정뱅이였고 그녀와 자식들을 학대하다 아무것도 남기지 않고 세상을 떠났다. 아들 파벨 블라소프는 제 아비를 빼어박아 그 역시 술을 마시고 제 삶을 돌보지 않았지만, 혁명 활동에 가담하게 되면서 술을 끊고 집에서 책을 읽기 시작하였다. 닐프로냐는 문맹이었고 정치에 아무런 관심이 없었서 아들의 변화가 두려웠지만 그를 돕고 싶었다. 닐프로냐는 아들의 체포 이후 혁명에 가담하게 되면서 점차 스스로의 무지를 깨고 혁명가로 변화하게 된다.

## 대중적·비평적 수용
『어머니』는 고리키가 러시아 혁명 운동을 주제로 쓴 유일한 장편 소설이다. 그러나 그의 장편 소설들 가운데에서는 상대적으로 덜 성공한 작품으로 평가되기도 한다. 그럼에도 불구하고, 이 작품은 고리키의 소설들 중 가장 널리 알려진 작품으로 남아 있다. 현대 비평가들은 『어머니』를 고리키의 가장 중요한 혁명 전 작품으로 간주한다. 이는 이 소설이 러시아 혁명 운동에 전적으로 헌정된 유일한 장편이라는 점과, 고리키의 "신 건설자" 사상이 생생하게 반영되어 있기 때문이다. 리처드 프리본은 이 작품이 프롤레타리아 혁명 시기의 프롤레타리아 계급을 주제로 한 고리키의 유일한 소설이라는 점에서 중요하다고 보았다. 또한, 고리키의 다른 작품들이 다소 자전적인 성격을 띠는 데 반해, 『어머니』에서는 거의 순수한 허구적 창작으로 전환되었다고 평가했다.
고리키가 소비에트 연방으로 귀국한 이후, 이 소설은 당국에 의해 "사회주의 리얼리즘의 최초의 작품"으로 선언되었으며, 고리키는 그 창시자로 간주되었다. 그러나 정작 고리키 자신은 『어머니』에 대해 매우 비판적이었다. 그는 이 작품을 "겉보기에도 실패한 작품일 뿐 아니라, 장황하고 지루하며 성의 없이 쓰였고, 무엇보다도 충분히 민주적이지 못하다"고 평했다.
1910년 이전에 쓰인 『어머니』를 포함한 고리키의 여러 소설들은, 코르네이 추콥스키, 안드레이 시냅스키, 일리야 세르만, 매릴린 민토 등 여러 평론가들에 의해 예술적 결함이 다수 지적되어 왔다. 민토는 작품 속 닐로브나의 묘사가 매우 뛰어나다고 보았으나, 그 외의 인물들은 평면적인 성격을 지닌다고 비판했다. 프리본 또한, 닐로브나 외의 인물들이 단지 각자의 관점을 표현하는 수사적 대변자에 불과하다고 지적하며, 고리키가 이 한계를 닐로브나의 시각을 통해 인물들을 보여주는 방식으로 보완했다고 설명했다.

## 영향
《어머니》는 20세기에 세계적인 영향을 미친 책들 가운데 하나이다. 1926년 프세볼로트 푸돕킨은 동명의 영화를 제작하였다. 1932년에는 브레히트가 동명의 희곡으로 각색하여 공연하였다. 1955년에는 소련의 영화 제작자 마르크 돈스코이가 영화로 제작하였고, 1990년에도 러시아의 영화 감독 글레브 판필로프가 영화로 제작하였다.

### 대한민국
군사 독재 시절 한국에서 고리키의 소설은 금서였다. 학생 운동가들은 영어판을 몰래 들여와 해적판을 만들어 유통시키기도 하였다. 대한민국에서 처음으로 정식 출판된 것은 1985년 이었다. 주로 노동운동과 관련한 책을 출판하던, 지금은 없어진 석탑출판사(세계사편력을 펴내기도 함.)에서 발행하였으며 표지 판화는 홍성담이 제작하였다. 1980년대 민주화 운동에 참여한 사람들에게 고리키의 《어머니》는 일종의 필독서였다.
아들을 잃고 운동에 헌신한다는 줄거리는 많은 사람들에게 전태일의 어머니 이소선을 떠올리게 하였다. 실제 노동운동에 헌신한 아들 파벨의 뒤를 이어 어머니가 노동자, 농민 교육선전활동에 참여하는 줄거리가 전태일 열사의 뒤를 이은 이소선 어머니를 떠올리게 한다. 을유문화사에서 슬라브 문학을 전공한 정보라 씨가 번역한 《어머니》를 펴내었으며, 지경사에서 짧게 편집한 《어머니》를 펴내기도 했다.

## 같이 보기
- 이소선